# 岸本晢夫
岸本 晢夫（きしもと せきお、1945年5月16日 - ）は、日本の経営者。北越コーポレーション社長を務めている。

## 来歴・人物
東京都出身。1969年に東京大学経済学部を卒業し、同年4月に三菱商事に入社した。1995年7月に北越製紙に転じ、1999年6月に取締役に就任し、2001年6月に常務、2004年6月に専務を経て、2006年7月に副社長に就任し、2008年4月には社長に昇格。
2023年11月に旭日中綬章を受章。